# جوش هيرد
جوش هيرد (بالإنجليزية: Josh Heard)‏ (29 نوفمبر 1994 بكارديف في المملكة المتحدة - ) هو لاعب كرة قدم ويلزي في مركز الوسط. لعب مع بثلهام ستييل وPuget Sound Gunners FC ‏ وVictoria Highlanders FC ‏.

## وصلات خارجية
- جوش هيرد على موقع قاعدة بيانات كرة القدم.إي يو (الإنجليزية)
- جوش هيرد على موقع Soccerway.com (الإنجليزية)